# L'Insomnie des étoiles
L'Insomnie des étoiles est un roman français de Marc Dugain publié en août 2010.

## Résumé
En 1945, au sud de l'Allemagne, le capitaine français Louyre doit occuper une zone dans ce secteur. Il rencontre une adolescente, Maria dans une ferme, mutique. Il se préoccupe d'un meurtre commis dans cette ferme face à une atmosphère ambiante qui témoigne des atrocités de la guerre,…

## Distinctions
- Prix du Roman historique des Rendez-vous de l'Histoire de Blois 2011